# Axel Frederik Julius Christian Lassen
Axel Frederik Julius Christian Lassen (9. maj 1858 i Slagelse – 13. februar 1925) var en dansk godsejer, far til Emil Victor Schau Lassen og Estrid Dåne.
Han var søn af sognepræst A.F. Lassen (død 1908) og hustru f. Zahle (død 1902), var til søs 1872-77, planter i Deli, Sumatra 1877-94, først i forskellige aktieselskabers tjeneste og senere som ejer af en tobaksplantage. Lassen boede i København 1894-1902 og var ejer af Høvdingsgård fra 1901.
Lassen var Ridder af Dannebrog, medlem af Det Forenede Dampskibs-Selskabs bestyrelse fra 1898 og medlem af bestyrelsen for Kronprinsesse Louises Tjenestepigeskole, for Forsikringsselskabet Mundus og for Det Kjøbenhavnske Bygge-Selskab.
Han blev gift 1. gang med Jane Crawford Hewetson (død 1885), 2. gang med Ebba Schau (13. januar 1858 – 1931), datter af premierløjtnant Emil Victor Schau og hustru f. Bruun.